# لاسلو دومونکوس

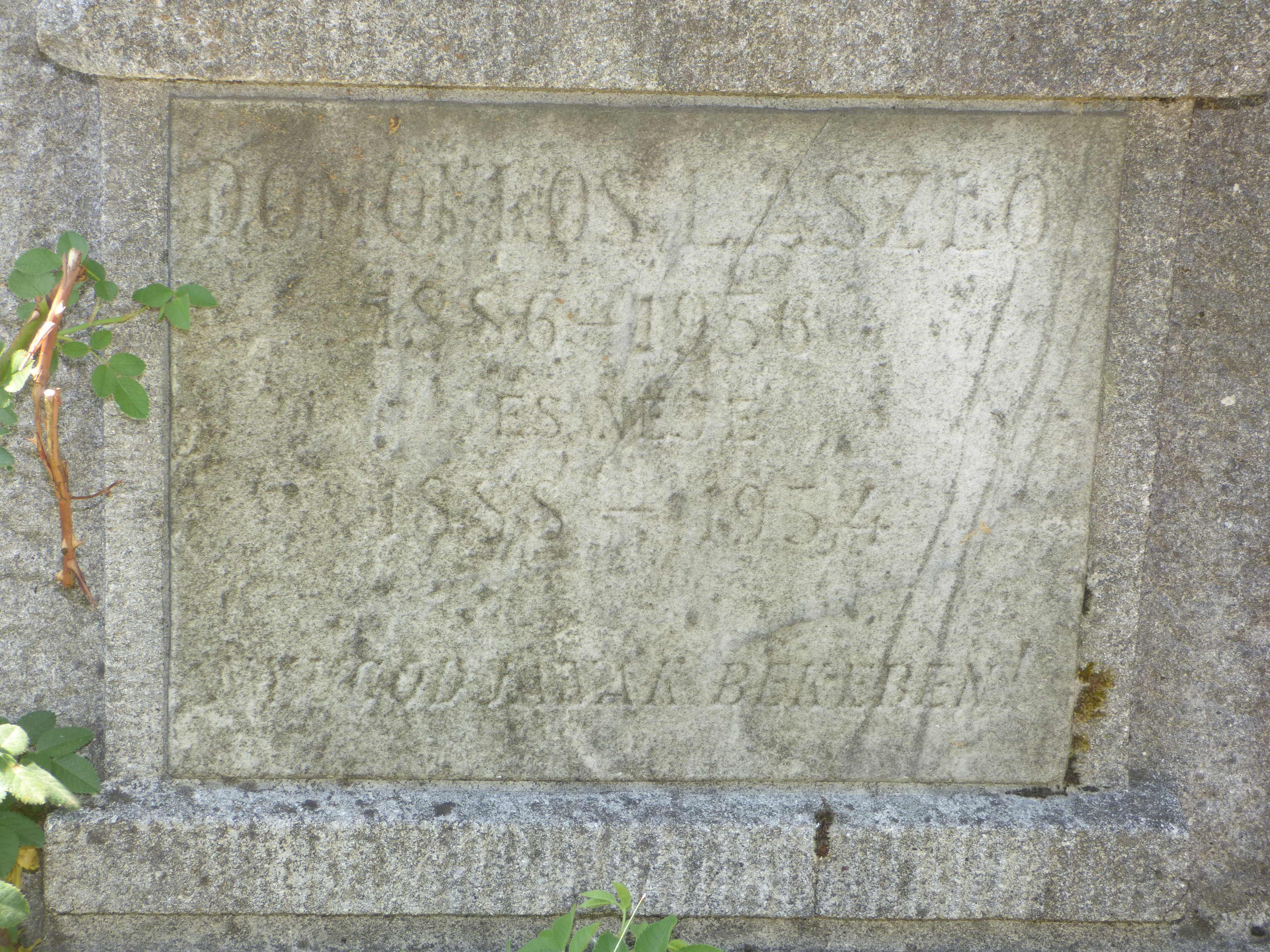
سنگ‌نوشتهٔ لاسلو دومونکوس در مجارستان ۲۰۱۷

لاسلو دومونکوس (مجاری: László Domonkos; ۱۰ اکتبر ۱۸۸۶ – ۲۵ سپتامبر ۱۹۵۶) بازیکن فوتبال اهل مجارستان بود.
از باشگاه‌هایی که در آن بازی کرده‌است می‌توان به باشگاه فوتبال ام‌تی‌کی بوداپست و باشگاه فوتبال فرنتس‌واروش اشاره کرد.
وی همچنین در تیم ملی فوتبال مجارستان بازی کرده‌است.